# 우주발사체 목록
다음 목록은 각 국가별 우주발사체의 목록이다.

## 나라별 운반로켓 현황

### 대한민국
- 나로호
- 누리호

### 독일
- V-2

### 러시아(소련 포함)
- 로콧
- 스트렐라
- 안가라
- 에네르기아
- 제니트
- 치클론
- 코스모스
- 프로톤
- N-1
- R-7
  - 몰니야
  - 보스토크
  - 소유스
    - 소유스-L
    - 소유스-M
    - 소유스-U
    - 소유스-U2
    - 소유스-FG
    - 소유스-2

  - 스푸트니크

### 미국
- 델타
- 미노타우르
- 뱅가드
- 새턴
- 소어(Thor)
- 스카웃
- 아틀라스
- 안타레스
- 우주왕복선
- 주노 I
- 주노 II
- 타우러스
- 타이탄
- 팰컨
  - 팰컨 1
  - 팰컨 9
- 페가수스
- SLS

### 북한
- 백두산 1호
- 은하 3호

### 브라질
- VLS-1 (실패)
- VLS-2 (실패)

### 영국
- 블랙 애로우

### 우크라이나
- 드네프르
- 치클론

### 유럽연합
- 베가
- 아리안

### 이란
- 사피르

### 이스라엘
- 샤빗

### 인도
- ASLV
- GSLV
- PSLV
- SLV

### 일본
- 람다 4S
- 엡실론
- H-I
- H-II
  - H-IIA
  - H-IIB
- Mu
  - M-V
- N-I/N-II

### 중국
- 창정
  - 창정 1호
  - 창정 2호
  - 창정 3호
  - 창정 4호
  - 창정 5호
  - 창정 6호
  - 창정 7호

### 프랑스
- 디아망

## 같이 보기
- 우주발사체
- 유인 우주발사체 목록
- 나라별 최초의 우주발사체
- 나라별 최초의 유인 우주발사체